# Quinten Hermans
Quinten Hermans (Anversa, 29 luglio 1995) è un ciclista su strada e ciclocrossista belga che corre per il team Alpecin-Deceuninck. Due volte campione europeo Under-23 di ciclocross, è professionista su strada dal 2020.

## Palmarès

### Strada
- 2018 (Telenet Fidea Lions, due vittorie)

4ª tappa Oberösterreichrundfahrt (Traun > Ternberg)
4ª tappa Tour de Wallonie (Malmedy > Herstal)
- 2019 (Telenet Fidea Lions, quattro vittorie)

Prologo Flèche du Sud (Esch-sur-Alzette > Esch-sur-Alzette, cronometro)
1ª tappa Flèche du Sud (Rumelange > Rumelange)
2ª tappa Flèche du Sud (Bourscheid > Bourscheid)
Classifica generale Flèche du Sud
- 2022 (Intermarché-Wanty-Gobert Matériaux, una vittoria)

4ª tappa Giro del Belgio (Durbuy > Durbuy)
- 2024 (Alpecin-Deceuninck, una vittoria)

3ª tappa Giro dei Paesi Baschi (Ezpeleta > Altsasu)

#### Altri successi
- 2015 (Telenet-Fidea Cycling Team)

Classifica scalatori Ronde van Vlaams-Brabant
- 2016 (Telenet-Fidea Cycling Team)

Classifica scalatori Tour de la Province de Namur
- 2018 (Telenet Fidea Lions)

Classifica a punti Tour de Wallonie
Classifica giovani Tour de Wallonie
- 2019 (Telenet Fidea Lions)

Classifica a punti Flèche du Sud
Sinksenkoers Averbode

### Cross
- 2011-2012 (Juniores)

Grand Prix Julien Cajot, juniores
- 2015-2016 (Telenet-Fidea)

Koppenbergcross, 2ª prova Bpost Bank Trofee Under-23 (Oudenaarde)
Campionati europei, Prova Under-23
Cyclocross Essen, 4ª prova Bpost Bank Trofee Under-23 (Essen)
Scheldecross, 5ª prova Bpost Bank Trofee Under-23 (Anversa)
Cyclocross Diegem, 6ª prova Superprestige Under-23 (Diegem)
Grote Prijs Sven Nys, 7ª prova Bpost Bank Trofee Under-23 (Baal)
Grote Prijs Adrie van der Poel, 6ª prova Coppa del mondo Under-23 (Hoogerheide)
- 2016-2017 (Telenet-Fidea/Telenet-Fidea Lions)

Cyclocross Zonhoven, 2ª prova Superprestige Under-23 (Zonhoven)
Campionati europei, Prova Under-23
Cyclocross Ruddervoorde, 3ª prova Superprestige Under-23 (Zonhoven)
Flandriencross, 3ª prova DVV Verzekeringen Trofee Under-23 (Hamme)
Grand Prix de la Région Wallonne, 5ª prova Superprestige Under-23 (Francorchamps)
Scheldecross, 5ª prova DVV Verzekeringen Trofee Under-23 (Anversa)
Cyclocross Diegem, 6ª prova Superprestige Under-23 (Diegem)
Campionati belgi, Prova Under-23
Krawatencross, 8ª prova DVV Verzekeringen Trofee Under-23 (Lilla)
- 2017-2018 (Telenet Fidea Lions, una vittoria)

EKZ CrossTour Meilen, 6ª prova EKZ CrossTour (Meilen)
- 2018-2019 (Telenet Fidea Lions, una vittoria)

Trek Cyclo-Cross Collective Cup #1 (Waterloo)
- 2019-2020 (Telenet Baloise Lions, due vittorie)

Cyclocross Beringen, 4ª prova Ethias Cross (Beringen)
Cyclocross Essen, 5ª prova Ethias Cross (Essen)
- 2020-2021 (Tormans Cyclo Cross Team, una vittoria)

Grand Prix Eeklo, 7ª prova Ethias Cross (Eeklo)
- 2021-2022 (Tormans Cyclo Cross Team, una vittoria)

FayetteCross, 2ª prova Coppa del mondo (Fayetteville)
- 2022-2023 (Tormans Cyclo Cross Team, una vittoria)

Kermiscross (Ardooie)

#### Altri successi
- 2015-2016 (Telenet-Fidea)

Classifica generale Bpost Bank Trofee Under-23
- 2016-2017 (Telenet-Fidea/Telenet-Fidea Lions)

Classifica generale Superprestige Under-23

### Mountain bike
- 2017

Eupen

## Piazzamenti

### Grandi Giri
- Giro d'Italia

2021: 43º
2024: 53º
2025: 85º
- Tour de France

2023: 113º
- Vuelta a España

2024: 80°

### Classiche monumento
- Milano-Sanremo

2023: 80º
2025: 45º
- Giro delle Fiandre

2025: ritirato
- Liegi-Bastogne-Liegi

2021: 36º
2022: 2º
2023: 48º
2024: 35º
2025: 47º
- Giro di Lombardia

2022: ritirato

### Competizioni mondiali
- Campionati del mondo di ciclocross

Koksijde 2012 - Junior: 4º
Louisville 2013 - Junior: 8º
Tábor 2015 - Under-23: 9º
Heusden-Zolder 2016 - Under-23: 3º
Bieles 2017 - Under-23: 9º
Valkenburg 2018 - Elite: 11º
Bogense 2019 - Elite: 7º
Dübendorf 2020 - Elite: 9º
Ostenda 2021 - Elite: 8º
- Campionati del mondo su strada

Wollongong 2022 - Staffetta mista: 8º
Wollongong 2022 - In linea Elite: 34º
Zurigo 2024 - In linea Elite: ritirato
- Campionati del mondo gravel

Veneto 2023 - Elite: 6º
Belgio 2024 - Elite: 3º

### Competizioni continentali
- Campionati europei di ciclocross

Lucca 2011 - Junior: 10º
Ipswich 2012 - Junior: 9º
Lorsch 2014 - Under-23: 17º
Huijbergen 2015 - Under-23: vincitore
Pontchâteau 2016 - Under-23: vincitore
Tábor 2017 - Elite: 11º
Rosmalen 2018 - Elite: 8º
Silvelle 2019 - Elite: 6º
Rosmalen 2020 - Elite: 8º
Drenthe 2021 - Elite: 2º
Namur 2022 - Elite: ritirato